# Jan Kułakowski
Jan Jerzy Kułakowski, né le 25 août 1930 à Myszków et mort le 25 juin 2011 à Varsovie, est un juriste, syndicaliste, homme politique et diplomate polonais.
Il a notamment été chef des négociateurs pour l'entrée de la Pologne dans l'Union européenne, puis député européen de 2004 à 2009.

## Biographie
Après avoir pris part comme adolescent à l'Insurrection de Varsovie en 1944, il doit s'exiler à Liège et Paris, où il entame des études de droit poursuivies entre la France et la Belgique, terminées par un doctorat à l'université catholique de Louvain.
Après avoir travaillé à la radio à Paris, il choisit l’engagement syndical. De 1954 à 1988, il joue un rôle important dans les structures internationales du syndicalisme d'origine chrétienne, sises à Bruxelles : Confédération internationale des syndicats chrétiens, puis Confédération mondiale du travail, dont est le secrétaire général de 1974 à 1988. Il devient en 1985 membre d’honneur de Solidarność.
En 1990, il est nommé par Tadeusz Mazowiecki ambassadeur de Pologne auprès de la Commission européenne.
À partir de 1998, il devient secrétaire d'État auprès du président du conseil des ministres Jerzy Buzek, plénipotentiaire pour la négociation en vue de l'entrée de la Pologne dans l'Union européenne.
Il est membre de l'Union pour la liberté (UW) puis de son successeur le Parti démocrate (centre gauche).
Comme Bronisław Geremek, il siège ensuite au Parlement européen de 2004 à 2009, dans le groupe de l'Alliance des démocrates et des libéraux pour l'Europe.

### Famille
Marié à Zofia Kułakowska-Wajs, docteur en médecine. Père de trois filles : Krystyna, Barbara, Elisabeth.

## Distinctions honorifiques
Décorations polonaises
- Ordre de l'Aigle blanc
- Commandeur avec étoile de l'ordre Polonia Restituta

Décoration belge
- Grand officier de l'ordre de Léopold II

Décorations françaises
- Grand officier de l'ordre national du Mérite
- Chevalier de la Légion d'honneur[3]

Prix
- Prix Robert-Schuman (1996)